# Конвой O-602A/O-602B
Конвой O-602A/O-602B — японський конвой часів Другої світової війни, проведення якого відбувалось у вересні 1943 року.
Конвой сформували для проведення групи суден із Рабаула (головна передова база японців на острові Нова Британія, з якої провадились операції на Соломонових островах та сході Нової Гвінеї) до Палау (важливого транспортного хабу на заході Каролінських островів). Конвой складався із двох ешелонів:
- До конвою O-602А увійшли транспорт «Кансай-Мару», судно-носій десантних засобів «Маясан-Мару» та мисливець за підводними човнами CH-38.
- Конвой О-602В складався із двох невеликих транспортних суден під охороною мисливця за підводними човнами CH-16.

16 вересня 1943 року обидва ешелони полишили Рабаул — О-602В вранці о 6:00, а О-602А у другій половині дня о 16:00.
Під вечір 18 вересня за 300 км на північ від островів Адміралтейства підводний човен Scamp випустив по конвою дві торпеди по O-602А, одна з яких поцілила «Кансай-Мару», яке мало на борту кілька сотень військовослужбовців. Уже за пів години віддали наказ про полишення судна. Невдовзі, у перші години 19 вересня, воно затонуло. CH-16 відділився від О-602В та приєднався до рятувальних робіт. У підсумку вдалося врятувати більшість людей, які перебували на «Кансай-Мару», але 23 пасажири та члени екіпажу загинули.
Scamp зазнав пошкоджень від атаки глибинними бомбами з CH-38, проте зміг продовжити свій похід.
21 вересня Маясан-Мару, CH-16 та CH-38 прибули до Палау. Мисливці висадили підібраних з «Кансай-Мару» людей, після чого полишили цей порт та попрямували на зустріч О-602В, який тим часом рухався без охорони.
24 вересня CH-16 та CH-38 повернулись на Палау.